# Super Generation
Super Generation — тринадцатый сингл японской певицы и сэйю Наны Мидзуки, выпущенный 18 января 2006 года на лейбле King Records.
Сингл поднялся до шестого места японского национального чарта Oricon. Было продано 27 954 копий сингла.

## Список композиций
1. SUPER GENERATION — 4:55
  - Слова и музыка: Нана Мидзуки
  - Аранжировка: Дзюмпэй Фудзита (Elements Garden)
2. BRAVE PHOENIX — 5:24
  - Слова, Музыка и аранжировка: Нориясу Агэмацу (Elements Garden)
  - Magical Girl Lyrical Nanoha A's insert song
3. 光 (Хикари) — 4:54
  - Слова и музыка: Ямато Ито
  - Аранжировка: Ниттоку Иноуэ
  - Открывающая тема видеоигры Anya ni Sasayaku -Tantei Sagara Kyoichiro (яп. 闇夜にささやく～探偵 相楽恭一郎～)

## Чарты
| Чарт                       | Наивысшая позиция | Продажи | Времени в чарте |
| -------------------------- | ----------------- | ------- | --------------- |
| Еженедельные синглы Oricon | № 6               | 27 954  | 3+              |